# Diadegma paludis
Diadegma paludis är en stekelart som beskrevs av Horstmann 1969. Diadegma paludis ingår i släktet Diadegma och familjen brokparasitsteklar. Inga underarter finns listade i Catalogue of Life.